# Westenglische Gans
| Westenglische Gans                  | Westenglische Gans                      |
| Zwei Westenglische Gänse mit Ganter | Zwei Westenglische Gänse mit Ganter     |
| ----------------------------------- | --------------------------------------- |
| Herkunft                            | Devon und Cornwall, England             |
| Standard                            | - BWA                                   |
| Gewicht                             | - Ganter: 7,3–9,1 kg - Gans: 6,3–8,2 kg |
| Farbenschläge                       | weiß-grau (kennfarbig)                  |
| Ringgröße                           | 24 mm                                   |
| Liste von Gänserassen               |                                         |

Westenglische Gänse oder West of England Gänse sind eine Rasse von kennfarbigen Hausgänsen.

## Merkmale
Westenglische Gänse sind eine seltene traditionelle Rasse von mittelschweren Gänsen. Sie existierten ursprünglich im Süden von England, vor allem in Devon und Cornwall. Sie sind kennfarbig, so dass man weibliche Gänse bereits direkt nach dem Schlüpfen an der grauen Zeichnung an Kopf und Rücken erkennen kann.
Westenglische Gänse haben blaue Augen, einen orangen Schnabel, eine doppelte Bauchwamme und einen ruhigen Charakter. Der Gänserich ist stets weiß, möglicherweise mit Spuren von grau im Gefieder. Die weibliche Gans ist an Kopf, Hals, Rücken und Schenkelgefieder grau gezeichnet.